# Primo Martinelli
Primo Martinelli (Erto, 2 dicembre 1942) è un ex bobbista italiano, atleta attivo negli anni sessanta.
Partecipò ai campionati europei juniores di bob nel 1967 e del 1968. Nel 1972 si classifica primo al campionati italiani di bob a due.